# Kildevældskirken
Kildevældskirken ligger på Ved Kildevældskirken på Østerbro i Københavns Kommune.
Kirkens arkitekt var Paul Staffeldt Matthiesen.

## Historie
Tekst mangler, hjælp os med at skrive teksten

## Kirkebygningen
- Indgang i tårnet

## Interiør
- Kirkerummet
- Kirkerummet med vidvinkel
- Kirkerummet set fra alteret
- Dele af gamle stolegavle på væggen i våbenhuset

### Altertavle
- Alter.

### Prædikestol
- Prædikestol.

### Døbefont
- Døbefont.

### Orgel
- Orgelfront.
- Dele af det gamle orgel.

### Kirkeskib
- Kirkeskibet Maria.

## Gravminder
Tekst mangler, hjælp os med at skrive teksten

### Literatur
- Storbyens virkeliggjorte længsler ved Anne-Mette Gravgaard. Kirkerne i København og på Frederiksberg 1860-1940. Foreningen til Gamle Bygningers Bevaring 2001. ISBN 87-87546-18-3

## Eksterne kilder og henvisninger
- Kildevældskirken hos KortTilKirken.dk